# Mariblanca Sabas Alomá
Mariblanca Sabas Alomá (Santiago de Cuba, 10 de fevereiro de 1901 — ?, 19 de julho de 1983) foi uma feminista, jornalista e poetisa cubana. Ativista política, ela também foi ministra sem pasta no governo cubano de Ramón Grau e Carlos Prio. Seus escritos foram dedicados à causa dos direitos das mulheres, particularmente o direito de voto.

## Biografia

### Primeiros anos
Sabas Alomá nasceu em Santiago de Cuba em 1901. Seus pais eram Francisco Sabas Castillo e Belén Alomá Ciarlos. Ela estudou na Universidade de Havana, Universidade Columbia e Universidade de Porto Rico. Membro fundador do Grupo Minorista, também atuou como presidente do Partido Democrata Sufragista e como editora do La Mujer. Ela escreveu colunas nos periódicos esquerdistas Social e Carteles. Para Carteles, ela escreveu uma série de artigos homofóbicos em 1928 sobre a homossexualidade feminina, identificando o lesbianismo como uma doença social. Escreveu também para a Bohemia e Avance (1920-1930), em 1930 publicou o livro Feminismo - Cuestiones Sociales - Critica Literarea e fundou a revista Astral (1922). Sua poesia ganhou duas medalhas de ouro em 1923 nos Juegos Florales em Santiago de Cuba. Em 1919, após a morte de seus pais, ela se mudou para Havana. Em 1923, Sabas Alomá participou do primeiro Congresso Nacional de Mulheres de Cuba.

"Considero uma honra ter sido presa por ter lutado pelo bem do meu país. E algumas das melhores pessoas de Cuba estavam na prisão na época, então eu estava em boa companhia". (1949)

Mariblanca Sabas Alomá

### Últimos anos
Depois de trabalhar para vários jornais e revistas entre 1924 e 1927, ela tirou uma folga de sua carreira jornalística para prosseguir os estudos de arte e literatura no México, na Universidade Columbia e na Universidade de Porto Rico. Após seu retorno a Havana, ela trabalhou regularmente para os Carteles. Seus escritos criticavam os burgueses (a elite social) e os considerava como contribuintes para o sofrimento da maioria das mulheres. Ela recebeu o epíteto de "Feminista Vermelha" por seus escritos nos Carteles por causa de sua forte perspectiva feminista e suas inclinações esquerdistas. Em seus escritos, ela protestou contra os estereótipos feministas, defendeu a nudez, rejeitou o elitismo e defendeu a revisão radical das categorias de masculinidade e feminilidade. Ela serviu como ministra sem pasta em 1949.